# رافردي جونسون
رافردي جونسون (بالإنجليزية: Reverdy Johnson)‏ , (10 فبراير 1876 - 21 مايو 1796) رجل دولة ورجل قانون من ولاية ماريلاند. دافع عن شخصيات مهمة مثل سانفورد في قضية دريد سكوت، واللواء فيتز جون بورتر في محاكمته العسكرية، وماري سيفرت، المتآمر المزعوم في اغتيال ابراهام لينكولن.

## روابط خارجية
- رافردي جونسون على موقع الموسوعة البريطانية (الإنجليزية)
- رافردي جونسون على موقع إن إن دي بي (الإنجليزية)